# Paul Lake Park
Paul Lake Park är en park i Kanada.   Den ligger i provinsen British Columbia, i den södra delen av landet, 3 300 km väster om huvudstaden Ottawa. Paul Lake Park ligger 825 meter över havet. Den ligger vid sjön Paul Lake.
Terrängen runt Paul Lake Park är huvudsakligen kuperad, men söderut är den bergig. Närmaste större samhälle är Kamloops, 16,1 km sydväst om Paul Lake Park.
Trakten runt Paul Lake Park består i huvudsak av gräsmarker. Runt Paul Lake Park är det ganska tätbefolkat, med 86 invånare per kvadratkilometer.